# 878
El 878 (DCCCLXXVIII) fou un any comú començat en dimecres del calendari julià.

## Esdeveniments
- Guifré el Pelós és investit comte de Girona i de Barcelona pel rei dels francs.[1]
- Els anglosaxons derroten als víkings a la Batalla de Cynwit, occint a Ubba un dels capitostos del gran exèrcit pagà arribat a la Gran Bretanya.